# Gerardus 't Hooft
Gerardus (Gerard) 't Hooft (født 5. juli 1946) er en hollandsk teoretisk fysiker og professor ved Universiteit Utrecht i Holland. Han modtog nobelprisen i fysik i 1999 sammen med sin specialevejleder Martinus J.G. Veltman "for at belyse kvantumstrukturer i elektrosvage vekselvirkninger".
Hans arbejder fokuserer på gaugeteori, sorte huller, kvantegravitation og fundamentale aspekter i kvantemekanik. Hans bidrag til fysik inkluderer et bevis for, at gaugeteorier er renormaliserbare, dimensionel regularisering og det holografiske princip.